# Швайкс
Швайкс (нем. Schweix) — община в Германии, в земле Рейнланд-Пфальц. 
Входит в состав района Юго-западный Пфальц. Подчиняется управлению Пирмазенс-Ланд.  Население составляет 349 человек (на 31 декабря 2010 года). Занимает площадь 3,73 км².